# Стела «Город воинской славы» (Кронштадт)
Па́мятник-сте́ла «Го́род во́инской сла́вы» был открыт 6 мая 2015 года на Кронштадтском шоссе при въезде в историческую часть города Кронштадта. Стела установлена в память о присвоении Кронштадту почётного звания «Город воинской славы».

## История
На протяжении своей истории морская Кронштадтская крепость, основанная в ходе Северной войны для защиты Санкт-Петербурга, играла важную роль в обороне России. В первые же два года своего существования — 1704 и 1705 годы — крепость совместно с флотом дважды успешно выдержала оборону от шведского флота. И за всю историю Кронштадта мимо него не прошло ни одно неприятельское судно.
Кронштадт, ставший с 1720-х годов главной военно-морской базой Балтийского флота, успешно отразил вражеские нападения в ходе Крымской войны: англо-французская эскадра, посланная в Финский залив, 27 мая 1855 попала под обстрел батарей Кронштадта и более не пыталась атаковать крепость и Санкт-Петербург. И в борьбе против английского флота в Финском заливе в 1919 году Кронштадт был главной базой советского флота. Эффективная артиллерийская поддержка кронштадтских орудий во многом способствовала прорыву линии Маннергейма, что предопределило исход Советско-финляндской войны. Важную роль сыграла военно-морская крепость в годы блокады Ленинграда в ходе Великой Отечественной войны. Артиллерия Кронштадта и Балтийского флота оказывала мощную огневую поддержку войскам Ленинградского фронта и особенно защитникам Ораниенбаумского плацдарма. Из личного состава гарнизона крепости и команд кораблей формировались части морской пехоты. Не только ратный, но и обычный труд кронштадтцев на своих рабочих местах стал во время блокады боевым подвигом, достойным вечной славы.

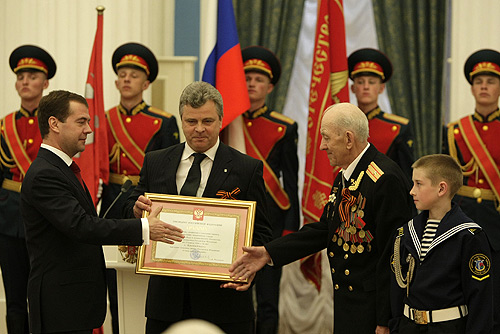
Вручение грамоты о присвоении Кронштадту почётного звания

Указом Президиума Верховного Совета СССР от 18 мая 1954 года в ознаменование 250-летия со дня основания и за заслуги в защите морских подступов к Ленинграду Кронштадт был награждён орденом Красного Знамени. Вторым орденом Красного Знамени Кронштадт был награждён Указом Президиума Верховного Совета СССР от 20 января 1984 года за революционные, боевые и трудовые заслуги перед Родиной и в связи с 40-летием полного освобождения Ленинграда от вражеской блокады в годы Великой Отечественной войны. А Указом президента Российской Федерации № 462 от 27 апреля 2009 года городу Кронштадту присвоено почётное звание «Город воинской славы». Инициатива по присвоению звания, исходившая от городских общественных организаций (Совет ветеранов, фонд «300 лет Кронштадту — возрождение святынь», Морское собрание), краеведов и ветеранов, была поддержана муниципальными и городскими органами власти. 8 мая 2009 года в Екатерининском зале Московского Кремля состоялась церемония вручения грамот о присвоении звания городам, в числе которых был Кронштадт. В делегацию от Кронштадта из 20 человек вошли участники Великой Отечественной войны, представители различных общественных организаций города. Грамоту из рук президента приняли трое: глава администрации А. М. Горошко, председатель Совета ветеранов М. В. Коновалов и кадет морского военного корпуса Ваня Демидов.
В соответствии с Указом Президента РФ от 1 декабря 2006 года № 1340, в каждом городе, удостоенном этого высокого звания, устанавливается стела, посвященная этому событию. В декабре 2013 года после длительного обсуждения места сооружения памятника решено было установить стелу при въезде в историческую часть города, на Кронштадтском шоссе. 15 июля 2014 года начали копать котлован для фундамента, а торжественное открытие мемориала состоялось 6 мая 2015 года. В церемонии приняли участие ветераны, представители властей, молодежи, общественников и почётные гости.
Символ мужества и воинской славы представляет собой двенадцатиметровую полированную гранитную колонну дорического ордера (с бронзовыми капителью и базой) на трёхметровом массивном основании, облицованном камнем, с четырьмя выступами из полированного гранита, украшенными барельефами. Сверху на выступах установлены сдвоенные морские якоря. Пьедестал и ствол колонны выполнены из цельного массива гранита. На верху колонны — бронзовый государственный герб России, на постаменте в бронзовом картуше располагается текст Указа Президента РФ о присвоении почётного звания, а на оборотной стороне — бронзовый герб Кронштадта. На выступах выполнены 12 (4 основных и 8 боковых) бронзовых барельефов с сюжетами исторических событий трёх веков истории Кронштадта, увековечивающих подвиг защитников Отечества. Тёмные выступы чередуются с плоскостями, замощёнными светлым булыжником, имитирующими крепостную стену. На создание памятника ушло около 120 тонн карельского гранита, схожего по цвету с седой балтийской волной. При мощении площади радиусом 17 метров были использованы гранитные белые плиты Мансуровского месторождения.
Автор проекта — скульптор Российской академии художеств С. А. Щербаков. Кронштадтский художник С. А. Голубев — автор эскизов, по которым заслуженный архитектор России И. Н. Воскресенский и член Союза художников Санкт-Петербурга В. А. Манучинский изготовили бронзовые барельефы.
В честь присвоения почётного звания Кронштадтский муниципальный совет учредил в 2012 году памятный знак «Кронштадт — город воинской славы». 20 апреля 2012 года поступила в обращение почтовая марка, а 7 мая 2013 года в обращение была выпущена памятная монета «Город воинской славы Кронштадт» номиналом 10 рублей. Ещё одним символом стал переданный в музей истории Кронштадта Меч Победы, вручённый Кронштадту, как и другим городам воинской славы, 9 июня 2022 года в зале Славы Музея Победы в парке Победы на Поклонной горе в Москве. Изготовленный в Златоусте меч покрыт золотом высшей 999,9 пробы и инкрустирован уральскими самоцветами — гранатами, символизирующими пролитую кровь, и голубыми топазами, которые считаются символом мира. Длина мечей составляет 1,2 метра, вес — более пяти килограммов. На клинке, украшенном растительным орнаментом, высечены знаменитые слова князя Александра Невского: «Кто с мечом к нам придет, тот от меча и погибнет». Ранее, в апреле 2015 года, аналогичные Мечи Победы были переданы на вечное хранение городам-героям.

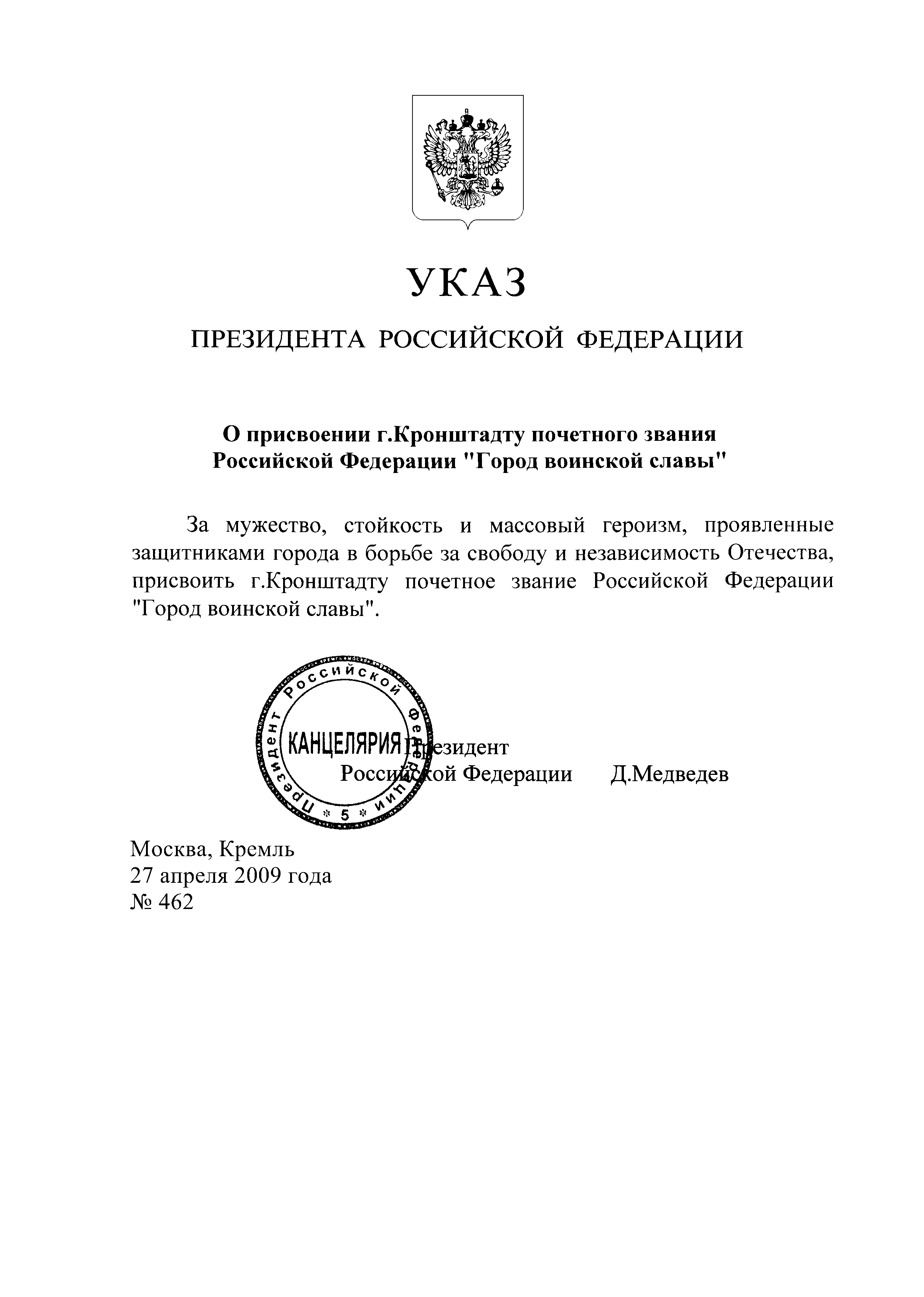
Указ о присвоении звания
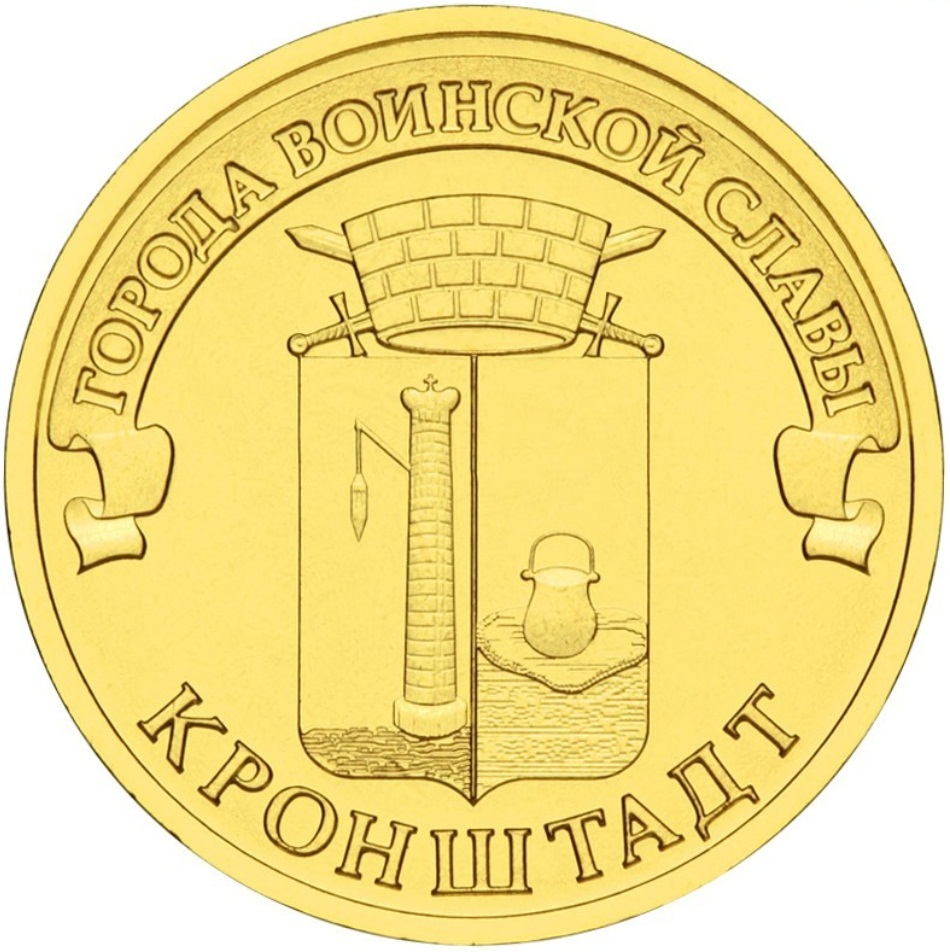
Изображение герба города воинской славы на монете
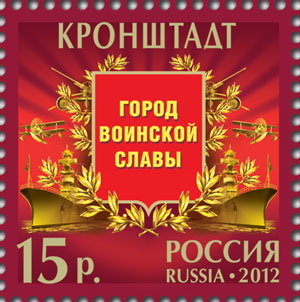
Памятная марка, посвящённая городу воинской славы
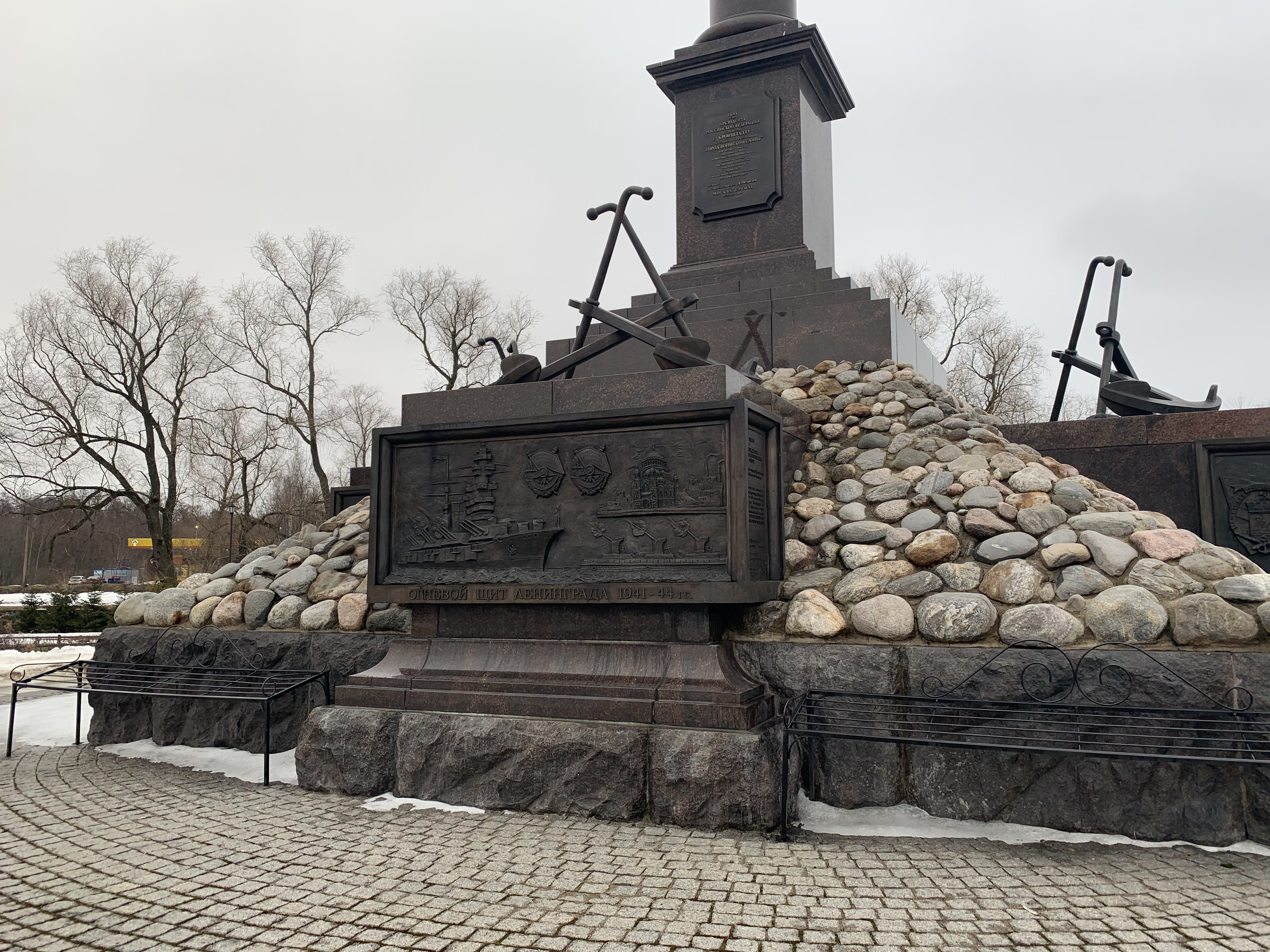
Барельеф «Огневой щит Ленинграда. 1941-44 годы»
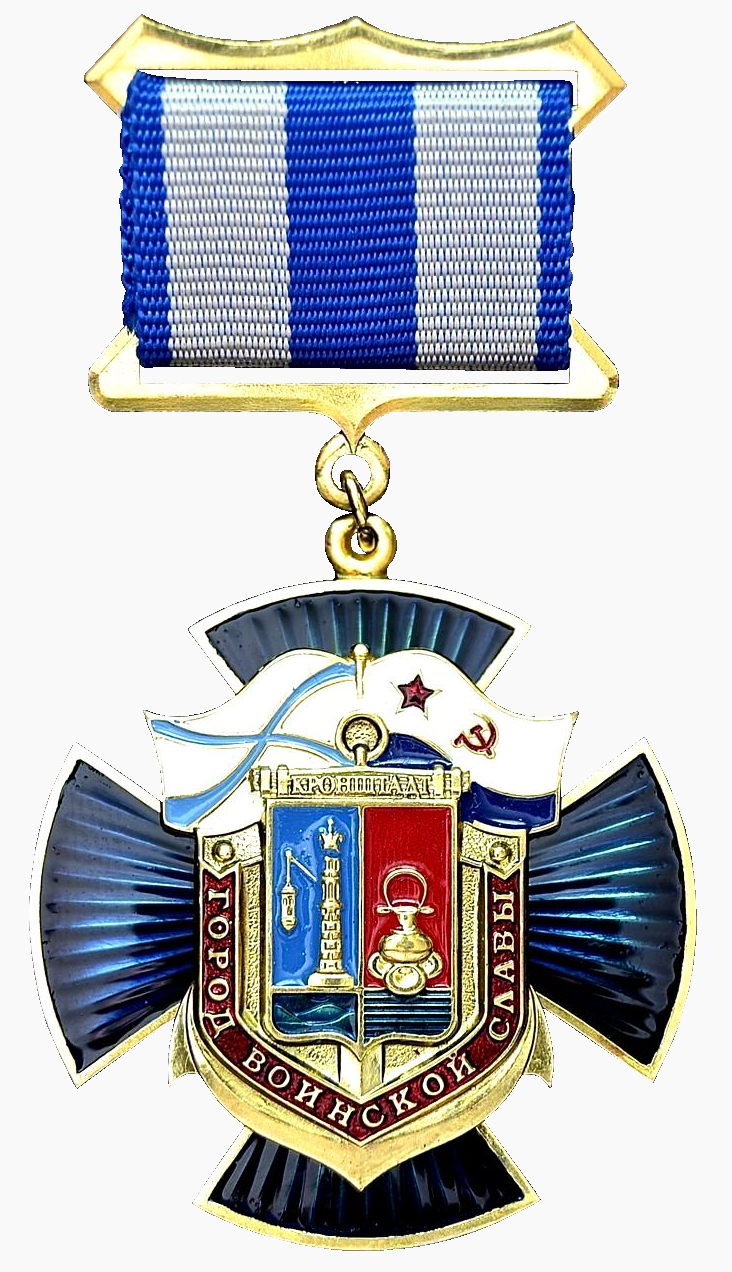
Наградной памятный знак